# Zawisza Bydgoszcz
Zawisza Bydgoszcz (pronunție în poloneză [zaˈviʂa bɨˈdɡɔʂt͡ʂ]) este un club sportiv militar din Bydgoszcz, Polonia, fondat în 1946. Clubul este denumit în cinstea unui legendar cavaler polonez din secolul al XV-lea, Zawisza Czarny (Zawisza cel Negru).

## Palmares

### Național
- Ekstraklasa:

Locul 4 (1): 1989-90
- Cupa Poloniei (1): 2013–14

- Supercupa Poloniei (1): 2014

## Evoluții în Europa
| Sezon   | Competiția         | Runda | Adversar         | Acasă | Deplasare | Scor general |
| ------- | ------------------ | ----- | ---------------- | ----- | --------- | ------------ |
| 2014–15 | UEFA Europa League | Q2    | SV Zulte Waregem | 1–3   | 1–2       | 2–5          |

## Jucători notabili
- Zbigniew Boniek
- Andrzej Brończyk
- Paweł Kryszałowicz
- Wojciech Łobodziński
- Stefan Majewski
- Piotr Nowak
- Sławomir Wojciechowski
- Vuk Sotirović

## Antrenori
- Ryszard Lukasik (Feb 10, 2007–11 aprilie 2007)
- Piotr Tworek (11 aprilie 2007 – 14 martie 2009)
- Mariusz Kuras (29 martie 2009 – 30 iunie 2010)
- Maciej Murawski (1 iulie 2010 – 9 aprilie 2011)
- Adam Topolski (14 aprilie 2011 – 22 iunie 2011)
- Janusz Kubot (22 iunie 2011 – 18 aprilie 2012)
- Yuriy Shatalov (19 aprilie 2012 – 26 aprilie 2013)
- Ryszard Tarasiewicz (27 aprilie 2013 – 17 iunie 2014)
- Jorge Paixão (24 iunie 2014 – 30 august 2014)
- Mariusz Rumak (Septembrie 1, 2014 – ?)

## Stadion

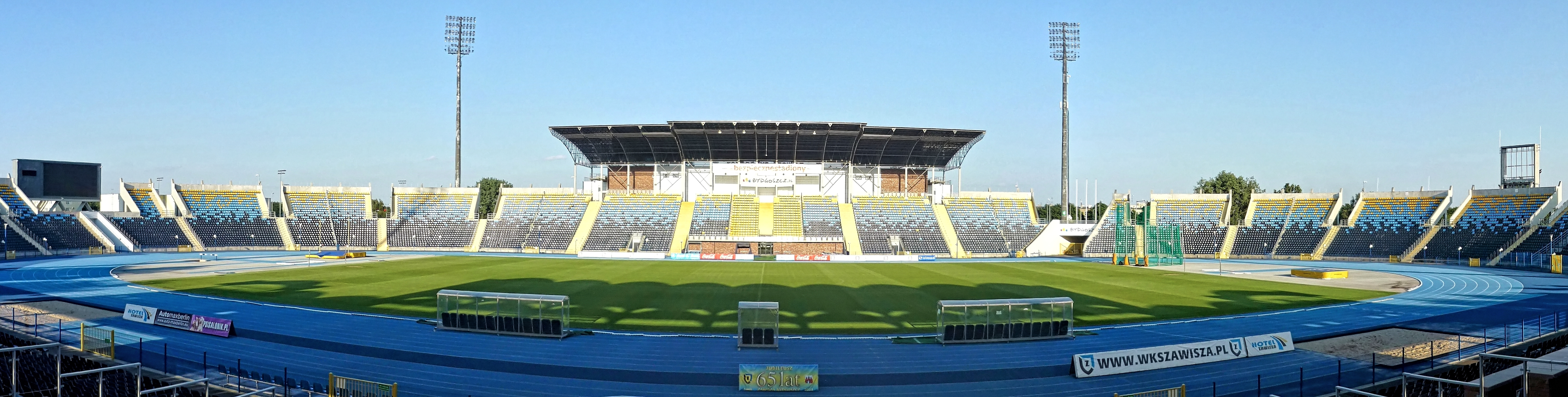
Stadionul clubului